# Apororhynchus amphistomi
Apororhynchus amphistomi är en hakmaskart som beskrevs av Byrd och Melinda Fay Denton 1949. Apororhynchus amphistomi ingår i släktet Apororhynchus och familjen Apororhynchidae. Inga underarter finns listade i Catalogue of Life.